# جاوید راهی
جاوید راهی خوانندهٔ اهل افغانستان است. او به همراه فرهاد دریا، اسد بدیع، مختار مجید و وحید صابری  در دههٔ هشتاد میلادی، گروه باران را در شهر کابل تشکیل داد که به شهرت و موفقیت بی‌سابقه در افغانستان دست یافت.